# Кондао (тюрьма)

Тюрьма Кондао

Тюрьма Кондао (вьет. Nhà tù Côn Đảo, также тюрьма Коншон) — тюрьма на острове Коншон (Конлон), крупнейшем острове архипелага Кондао на юге Вьетнама (в настоящее время он находится в провинции Бариа-Вунгтау). Была построена в 1861 году французскими колонистами для содержания тех, кто считался особенно опасным для колониального правительства. Многие высокопоставленные лидеры содержались здесь. Правительство Вьетнама признаёт тюрьму Кондао историческим памятником национального значения. Самым известным местом в этой тюрьме являются «тигриные клетки» (вьет. chuồng cọp). Французские тигриные клетки занимают площадь 5475 м², солярии занимают 1873 м², другие помещения — 2194 м². Тюрьма включает в себя 120 камер. Тюрьма была закрыта после окончания войны во Вьетнаме и вскоре открыта для посетителей.

## История
В 1861 году французское колониальное правительство основало на острове тюрьму для заключённых, совершивших особо тяжкие преступления. С наступлением XX века тут всё чаще содержались политзаключённые. В 1954 году тюрьма была передана южно-вьетнамскому правительству, которое продолжало использовать его для тех же целей. Среди заключённых, содержавшихся в Кондао, были Фан Тяу Чинь в 1908—1911 годах и Тон Дык Тханг, Фам Ван Донг и Ле Дык Тхо в 1930-х годах. Во Тхи Шау была казнена в тюрьме в 1952 году (хотя она была заключена на полицейском посту за пределами тюрьмы). Недалеко от тюрьмы находится кладбище Хангзыонг, где похоронены некоторые заключённые, умершие с 1941 по 1975 годы. Всего в 1862—1975 годах узниками тюрьмы побывали 20 000 человек.

### Война во Вьетнаме
Во время войны во Вьетнаме заключённые, содержавшиеся в тюрьме в 1960-х и 70-х годах, подвергались жестокому обращению и пыткам. В июле 1970 года два представителя Конгресса США, Август Хокинс и Уильям Андерсон, посетили тюрьму. Их сопровождали советник Том Харкин, переводчик Дон Люс и директор Департамента общественной безопасности USAID Фрэнк Уолтон. В тюрьме делегация отклонилась от запланированного маршрута, следуя карте, нарисованной бывшим заключённым. Карта привела посетителей к двери здания, которую изнутри открыл охранник, услышавший за дверью голоса. Внутри они обнаружили заключённых, закованных в тесные «тигровые клетки». Увидев делегацию, заключённые начали кричать, требуя воды. На них были раны и синяки, некоторые были искалечены. Харкин сделал фотографии увиденного, которые позже были опубликованы в журнале «Life» 17 июля 1970 года.